# Fahrzeugmuseum Staßfurt
Das Fahrzeugmuseum Staßfurt ist ein Museum für Oldtimer in Sachsen-Anhalt.

## Geschichte
Ingo Schramm eröffnete 2004 das Fahrzeugmuseum Glöthe in einem Rittergut an der Friedensstraße in Glöthe. Nach Glöthes Eingemeindung in die Stadt Staßfurt änderte sich der Name des Museums. 2014 wurde ein anderes Gebäude in Staßfurt bezogen. Dort beträgt die Ausstellungsfläche etwa 2500 Quadratmeter. Das Museum ist im Sommer an mehreren Tagen pro Woche geöffnet.

## Ausstellungsgegenstände

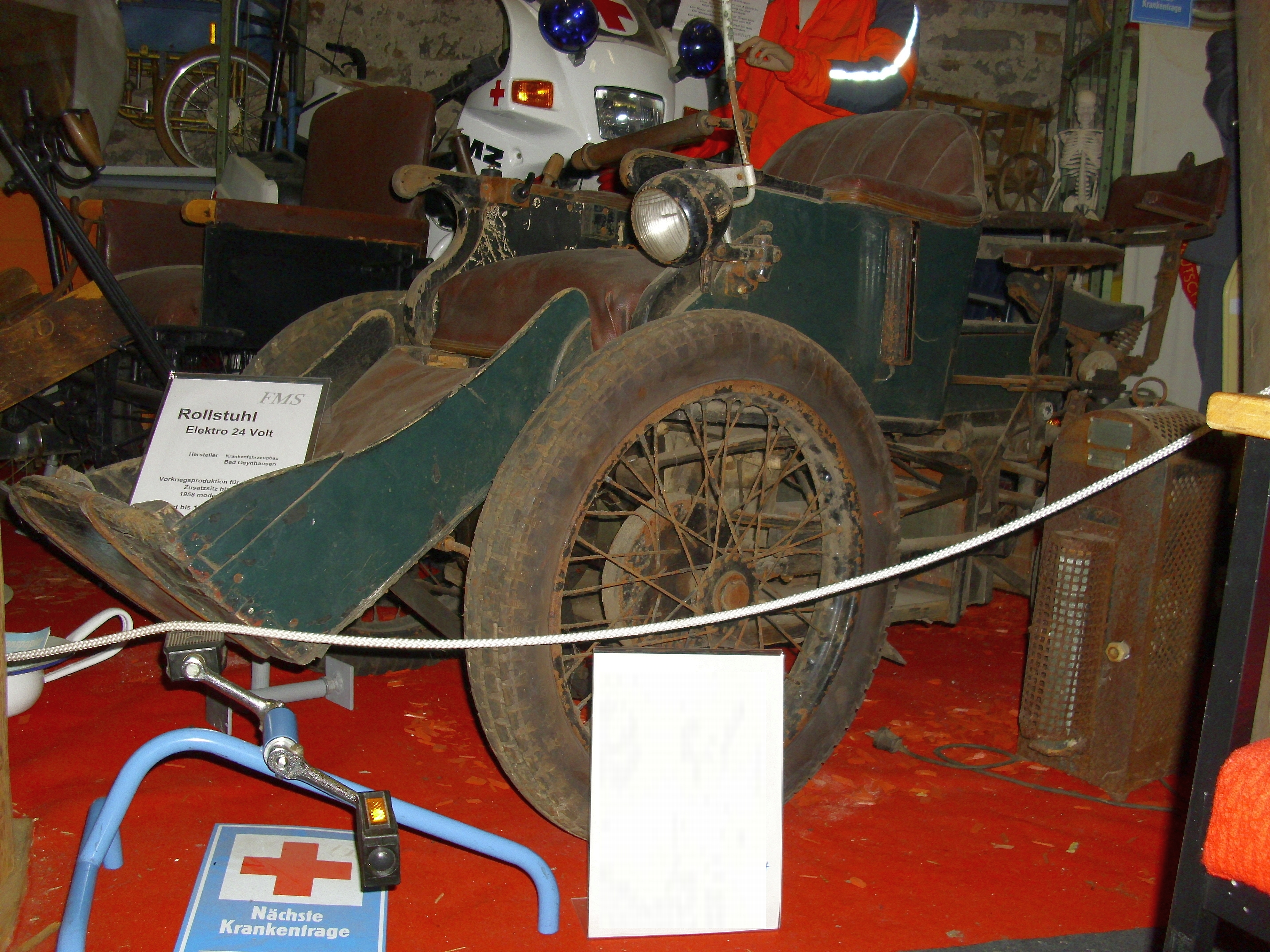
Auch ein Krankenfahrstuhl von Westfalia ist ausgestellt

Das Museum stellt etwa 120 Motorräder, 25 Mopeds, 70 Fahrräder, 110 Tretroller und Dreiräder, 10 Autos und 15 Motoren aus. Zu den Exponaten gehören Einsatzfahrzeuge der Polizei, der Feuerwehr, des Deutschen Roten Kreuzes, der Bahn und der Armee.
Bekannt sind Pkw von Lada, Trabant und Wartburg, Motorräder von MZ und Simson sowie Fahrräder von Blitz, Diamant, Fortschritt und MIFA.